# Oberpfälzer Schützenbund
Der Oberpfälzer Schützenbund e. V. (OSB) ist eine Dachorganisation des Sportschießens in der Oberpfalz. Er wurde am 30. Mai 1889 in Schwandorf gegründet und am 25. Juni 1950 in Schwandorf wiedergegründet. Ihm gehören 29.016 Mitglieder in 14 Schützengauen und 264 Vereinen an (Stand: 2024).

## Organisation
Als Landesdachverband ist der Oberpfälzer Schützenbund ein eigenständiger Fachverband und Mitglied im Deutschen Schützenbund (DSB) aber nicht Mitglied im Bayerischen Landessportverband (BLSV). Die Schützengaue des OSB und die einzelnen Schützenvereine sind hinsichtlich ihrer Selbstverwaltung autonom. Sie müssen aber die im Rahmen des Anerkennungsverfahrens nach § 15 WaffG für den DSB getroffenen Regeln umsetzen. Der OSB hat als Sonderdisziplinen zusätzlich das Schießen mit dem Ordonnanzgewehr, Unterhebelgewehr, KK-Halbautomat, Feuerstutzen, Zimmerstutzen traditionell und Großkaliber-Kombinationswettbewerb in das Wettkampfprogramm aufgenommen.
Das Verbandsgebiet des OSB umfasst die mittlere Oberpfalz und Teile Mittel- und Oberfrankens.
Die Landkreise: Amberg-Sulzbach, Schwandorf, Cham, Regensburg, Neustadt-WN, Tirschenreuth, Bayreuth, Nürnberg-Land und Neumarkt.

Die kreisfreien Städte: Nürnberg und Amberg.
Der OSB ist in 14 Schützengaue und 264 Vereine untergliedert:
| Schützengau        | Vereine | Mitglieder |
| ------------------ | ------- | ---------- |
| Amberg             | 30      | 3.759      |
| Armesberg          | 10      | 1.445      |
| Bruck              | 16      | 1.635      |
| Burglengenfeld     | 22      | 1.757      |
| Cham               | 28      | 2.949      |
| Furth im Wald      | 37      | 3.450      |
| Nabburg            | 21      | 2.783      |
| Neunburg           | 10      | 922        |
| Oberviechtach      | 11      | 1.155      |
| Roding             | 15      | 1.863      |
| Schwandorf         | 14      | 1.618      |
| Steinwald          | 6       | 910        |
| Sulzbach-Rosenberg | 31      | 3.444      |
| Waldmünchen        | 13      | 1.326      |

Stand 1. Januar 2024

## Geschichte
Es gab in der Oberpfalz schon seit dem ausgehenden Mittelalter die aus der Verteidigungsverpflichtung der Bürger in den Städten hervorgegangenen Feuerschützenvereine, die ausschließlich mit Großkaliberwaffen schossen. Diese Vereine schlossen sich am 30. Mai 1889 in Schwandorf zum "Oberpfälzer Provinzial-Schützenverband" zusammen, der sich 1909 in "Oberpfälzer Schützenbund" umbenannte.
Da in der Mitte des 19. Jahrhunderts der erheblich preiswertere Zimmerstutzen entwickelt worden ist, erhielten sehr viel mehr Interessierte die Möglichkeit, den Schießsport zu betreiben, und deshalb entstanden neben den wenigen Feuerschützenvereinen zahlreiche Zimmerstutzenvereine. Die Zimmerstutzenvereine schlossen sich, ebenfalls in Schwandorf, am 30. Oktober 1898 zum "Oberpfälzer Zimmerstutzenverband" zusammen.
Diese beiden Schützenverbände existierten nebeneinanderher. Die Großkaliberschützen des "Oberpfälzer Schützenbundes" orientierten sich mehr an den Schützengesellschaften des Deutschen Reiches und gehörten dem 1861 in Gotha gegründeten "Deutschen Schützenbund" an, während der "Oberpfälzer Zimmerstutzenverband" sich zunehmend auch dem Kleinkaliberschießen zuwandte und stärker an den Zimmerstutzenschützen des süddeutschen Raumes orientierte. Die Zimmerstutzenschützen nahmen 1931 den Namen "Oberpfälzer Schützenverband" an.
Im 3. Reich wurden dann im Zuge der Gleichschaltung auch in der Oberpfalz 1933 die Dachverbände und alle Schützenvereine aufgelöst. Das Schießen wurde zwar weiterbetrieben, aber innerhalb staatlich gelenkter Strukturen und mit dem Ziel der vormilitärischen Ausbildung.
Als man nach dem Zweiten Weltkrieg allmählich beginnen konnte, Sportvereine und später sogar Schießsportvereine wieder aufzubauen und bei diesen der Wunsch nach sportlichen Wettkämpfen über die Vereinsebene hinauswuchs, schufen es der Schwandorfer „Zimmerbüchsler“ Josef Kellner von den Tell-Schützen und der Amberger Karl Leberecht, viele oberpfälzer Schützenvereine zu einer Wiedergründung eines Oberpfälzer Verbandes zu bewegen. Und sie schafften es auch, dass, wie im Deutschen Schützenband auch, die Schützen aller Schießsportarten sich am 25. Juni 1950 in Schwandorf zum "Oberpfälzer Schützenbund" zusammenschlossen. Der "Oberpfälzer Schützenbund" ist damit der erste wiedergegründete Landesverband in der Bundesrepublik Deutschland.
Da sich der als treibende Kraft für das deutsche Schützenwesen sehr verdienstvolle Heinrich Brotzler von der Münchner Hauptschützengesellschaft sehr schwer tat, die anderen bayerischen Schützen zu vereinen, entstand später der BSSB und trat auch später in den DSB ein. Das hat zur Folge, dass in Bayern zwei voneinander unabhängige Schützenverbände existieren. Es bedeutet aber auch, dass Bayern im DSB mit zwei Verbänden vertreten ist und deswegen auch ein besonderes Gewicht hat.

## Leistungszentrum Pfreimd

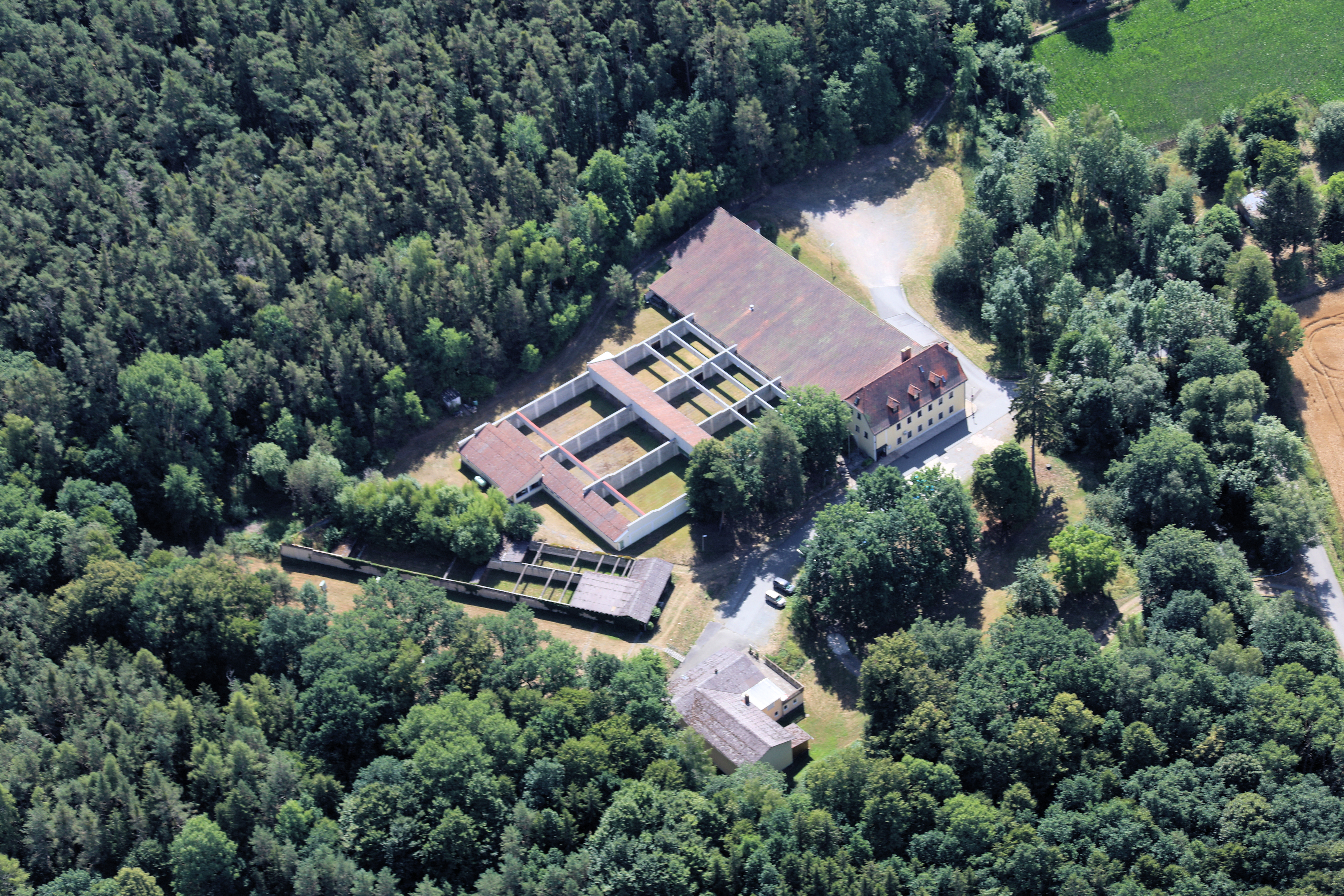
Leistungszentrum Oberpfälzer Schützenbund

1978 machten der damalige Präsident des OSB, Willi Sieber und Landessportleiter Georg Kraus deutlich, dass der OSB zur Leistungssteigerung und zur ordnungsgemäßen Durchführung von Meisterschaften und Wettkämpfen sowie für Schieß- und Übungsleiterlehrgänge ein Leistungszentrum braucht.
Gleich darauf wurde man sich mit der Stadt Pfreimd über ein Grundstück einig und errichtete in einem ersten Bauabschnitt (1982–1985) mit Gesamtkosten von 2,3 Mio. DM den Kern der Anlage. 1991 kamen dann im zweiten Bauabschnitt noch die Außenanlagen für die 50-m-KK-Disziplinen und die Schulungsräume dazu. Die Kosten betrugen nahezu 1,5 Mio. DM.
1991 wurde die Geschäftsstelle des OSB von den bisher in Schwandorf angemieteten Räumen in das Leistungszentrum nach Pfreimd verlegt.
Da 1999 die noch mit Handzuganlagen ausgestatteten Luftdruckstände reparaturbedürftig und auch nicht mehr zeitgemäß waren, entschloss sich das Präsidium, alle Anlagen des Leistungszentrums mit einem Finanzaufwand von ca. 500.000 DM auf elektronische Schusswerterfassung nach dem neuesten Stand der Technik umzurüsten.
Seit 2000 stehen in der Schießhalle 44 Anlagen für Luftdruckwaffen (10 m elektronisch), 10 Anlagen für KK-Gewehr (50 m elektronisch), 12 Anlagen für Ligawettkämpfe (10 m elektronisch), 12 Anlagen für Zimmerstutzen (15 m elektronisch), 6 Standardanlagen für Bogen Halle (10 m / 18 m / 30 m) und in den Außenanlagen 27 Anlagen für KK-Disziplinen (50 m elektronisch).
Die Anlagen werden von den Schützen voll angenommen und sind auch für jedes Mitglied des OSB nutzbar. Das Leistungszentrum Pfreimd hat im Schießsport des DSB als Wettkampfstätte einen hervorragenden Ruf.
Um dem OSB die Durchführung der Wettkämpfe aller Disziplinen zu ermöglichen, stellt die größte Schützengesellschaft im OSB, die „Königlich privilegierte Feuerschützengesellschaft 1434 Amberg“, ihre 30 Pistolenstände (25 m) und ihre 50- und 100-m-Stände zur Verfügung.
Da das Leistungszentrum zugleich eine Schießsportschule ist und der OSB seit 1989 die Berechtigung zur Ausbildung von Schießwarten und Fachübungsleitern hat, sind inzwischen mehr als 500 Fachübungsleiter in allen Fachbereichen ausgebildet worden. OSB-Mitglieder sind seit Jahren auch als Kampfrichter im nationalen und internationalen Bereich bis hin zu Europameisterschaften, Weltmeisterschaften und Olympiaden im Einsatz.

## Aufgaben
Der OSB hat den Zweck, als Landesverband die oberpfälzer Schützenvereinigungen unter Wahrung ihrer Selbständigkeit zusammenzuschließen und hierdurch die gemeinsamen Interessen zu fördern, zu vertreten und zu wahren.
Folgende Aufgaben verwirklicht der OSB im Besonderen:
- Pflege und Förderung des Schießsports
- Jugend- und Nachwuchsförderung
- Durchführung von Schießsportveranstaltungen und Wettkämpfen
- Aus- und Fortbildung
- Erhaltung funktionsfähiger Schützengaue
- Verwaltung, Erhaltung und Ausbau des Leistungszentrums Pfreimd
- Herausgabe der Verbandszeitschrift "Oberpfälzer Schützenzeitung" und Pflege der Website

## Bedeutende Mitglieder des OSB
Anton Kuchenreuter († 11. April 2009)
- Präsident des OSB (1984–1993)
- Ehrenpräsident (1993–2009)
- Inhaber der Firma, die seit Jahrhunderten in ganz Europa wegen ihrer mit außerordentlicher Kunstfertigkeit hergestellten Handfeuerwaffen bekannt ist

Hans Kowar († 20. Oktober 2003)
- Mitglied im Gesamtvorstand des DSB (1957–1979)
- DSB-Bundessportleiter (1967–1979)
- Ehrenmitglied des DSB
- 32 Jahre Vorsitzender der Richterkommission des ISSF. Er nahm in dieser Funktion an acht Olympischen Spielen teil.

Max Mückl
- Bundessportleiter des DSB
- Vorsitzender des technischen Komitees des Internationalen Schießsportverbandes (ISSF)
- OSB-Ehrenmitglied
- DSB-Ehrenmitglied